# Emile Eicher
Pour les articles homonymes, voir Eicher.
Emile Eicher, né le 30 juin 1955 à Clervaux (Luxembourg), est un homme politique luxembourgeois, membre du Parti populaire chrétien-social (CSV).

## Biographie
Né le 30 juin 1955, Emile Eicher est conseiller en gestion.
À la suite des élections législatives du 7 juin 2009 et en remplacement de Marco Schank — nommé au sein du gouvernement dirigé par Jean-Claude Juncker —, Emile Eicher fait son entrée à la Chambre des députés pour la circonscription Nord, où il représente le Parti populaire chrétien-social (CSV). Réélu aux élections législatives de 2013 et 2018, il est notamment vice-président de la Commission de l’agriculture, de la viticulture, du développement rural et de la protection des consommateurs.